# Stade Michel Farré
Het Stade Michel Farré is een multifunctioneel stadion in Mondeville, een stad in Frankrijk. In het stadion is plaats voor 2.302 toeschouwers. Er zijn ongeveer 400 overdekte zitplaatsen en 1900 staanplaatsen. Het stadion werd gebouwd in 1936.
Het stadion wordt vooral gebruikt voor voetbalwedstrijden, de voetbalclub USON Mondeville maakt sinds 1991 gebruik van dit stadion. Het stadion werd ook gebruikt voor het Europees kampioenschap voetbal mannen onder 19 van 2010. Dat toernooi werd gespeeld in Frankrijk en er werden drie groepswedstrijden gespeeld.